# Castello di Avio
Il castello di Avio (o castello di Sabbionara) è tra i più noti ed antichi monumenti fortificati del Trentino. È situato nella frazione di Sabbionara e grazie al suo imponente mastio domina la Vallagarina. Il castello è stato donato nel 1977 dalla contessa Emanuela di Castelbarco al Fondo Ambiente Italiano, che lo gestisce e ne cura la manutenzione.

## Storia
Era naturale che la collina di Sabbionara d'Avio, protetta alle spalle dalla montagna e dominante gli antichi guadi sull'Adige, venisse scelta come punto di difesa e vedetta della valle, nonché luogo prestigioso di un potente.
La Vallagarina che il castello domina fu una delle principali vie di comunicazione tra il Mediterraneo e l'Europa settentrionale, la Pianura Padana col mondo germanico. Le stesse arterie moderne non fanno che ripercorrere il medesimo tracciato dell'antica via Claudia Augusta, che attraversa la valle dal 15 a.C.
Le prime fonti storiche che parlano di una fortezza costruita proprio in questo luogo, con il nome Castellum Ava, sono datate 1053. Nel XII secolo i proprietari appartenevano alla famiglia dei Castelbarco, vassalli del vescovo di Trento i quali, nel 1411, lo cedettero per testamento alla Repubblica di Venezia. Dopo questo passaggio di proprietà il Castello di Avio venne ampliato e decorato con una cappella in onore di San Michele insieme ad una facciata riportante gli stemmi dei loro dogi. Nel 1509 il maniero passò in mano alle truppe imperiali di Massimiliano I che, dopo aver fatto dipingere le proprie insegne araldiche, lo ipotecò ai Conti d'Arco. Ulteriori passaggi di mano fanno seguito a questa fase finché, nel XVII secolo, il castello ritornò ai Castelbarco.
Nel 1977 Emanuela Castelbarco Pindemonte Rezzonico, Duchessa d'Acquarone, nipote di Arturo Toscanini e nuora del Duca Pietro d'Acquarone, donò al FAI il Castello di Avio e la fondazione iniziò subito a intervenire con lavori di restauro e recupero.

## Architettura

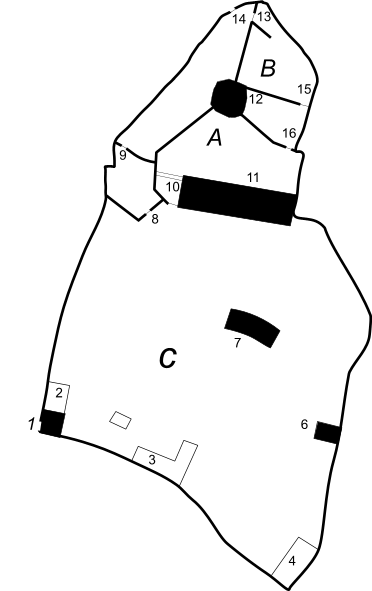
Pianta del Castello di Avio.
A. Primo nucleo
B. Castello superiore
C. Castello inferiore
1. Torre di ingresso 2. Casa dei custodi 3. Ristoro 4. Foresteria 6. Torre "Picadora" 7. Casa delle guardie 8. Ingresso castello superiore 9. Prima porta castello superiore 10. Cappella del palazzo 11. Palazzo baronale 12. Mastio 13. Terza porta 14. Pusterla 15. Quinta porta 16. Scala al palazzo

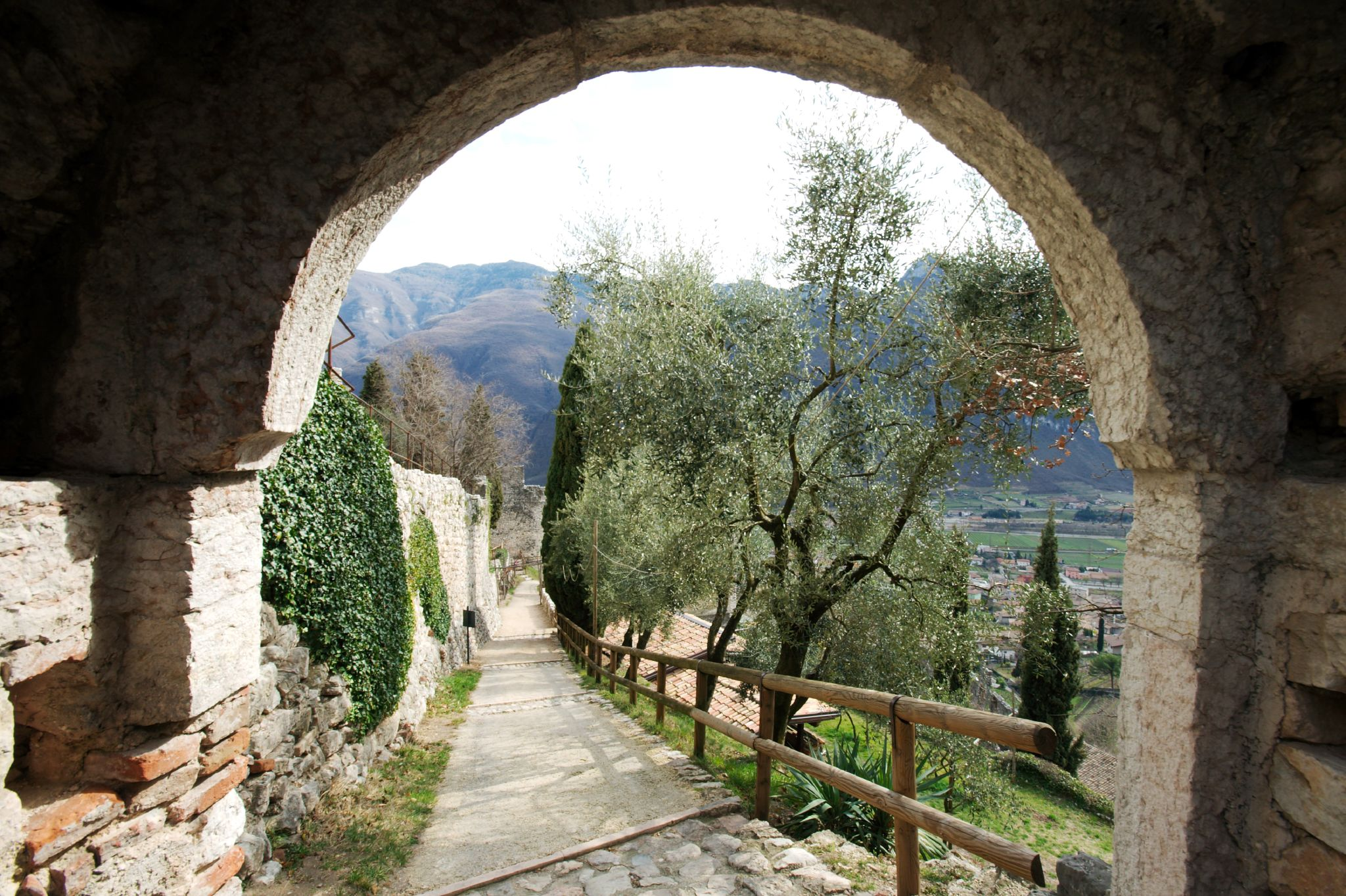
Scorcio dall'arco che mette in comunicazione la parte alta con i giardini situati nella zona bassa ("gli uliveti interni")

Il castello è costituito da tre cinte murarie che circondano a guisa di corona l'insieme del sistema difensivo e può vantare 5 torri, tra cui quella della picadora, dove in passato venivano eseguite le condanne capitali per mezzo dell'impiccagione; il suo perimetro irregolare eppure armonioso si appoggia al terreno seguendone il dislivello. Dentro le mura le vie sono delimitate da muri, terrazzamenti, passaggi coperti e torri aperte; le porte, le mura e gli interni sono illuminati da notevoli affreschi. Attorno al potente mastio, risalente all'XI secolo, si trovano numerosi edifici tra cui la Casa delle Guardie, la Cappella, il Palazzo Baronale e la Casa d'Amore all'ultimo piano del mastio, tutti quanti affrescati.
Gli studiosi hanno individuato negli affreschi la mano di due differenti artisti, con le relative équipe; il primo, già attivo nella chiesa dei Domenicani di Bolzano, è il decoratore della Casa d'Amore: un ciclo di affreschi di grande qualità, pieno di allusioni, allegorie e rimandi. Forse dopo due o tre decenni, opera nel castello un altro artista, di vena più semplice e popolare rispetto al precedente; a lui si devono le battaglie della Casa delle Guardie. Ulteriori scoperte si sono avute nel corso degli accurati restauri: l'esame degli affreschi ai raggi ultravioletti ha rivelato la presenza di disegni preparatori sotto i dipinti attuali.
Gli affreschi della Casa delle Guardie rappresentano le arti della guerra necessarie alla formazione del cavaliere. Essi sono opera di un maestro trentino della metà del Trecento che risente sia della pittura veronese sia di stilemi transalpini (contorni marcati e luci violente). Gli affreschi della Camera di Amore nel mastio, raffinati e ricchi di una colta simbologia (pittura cortese), sono ascrivibili a un pittore di ambiente veneto-emiliano vissuto alla metà del Trecento.

### Il mastio

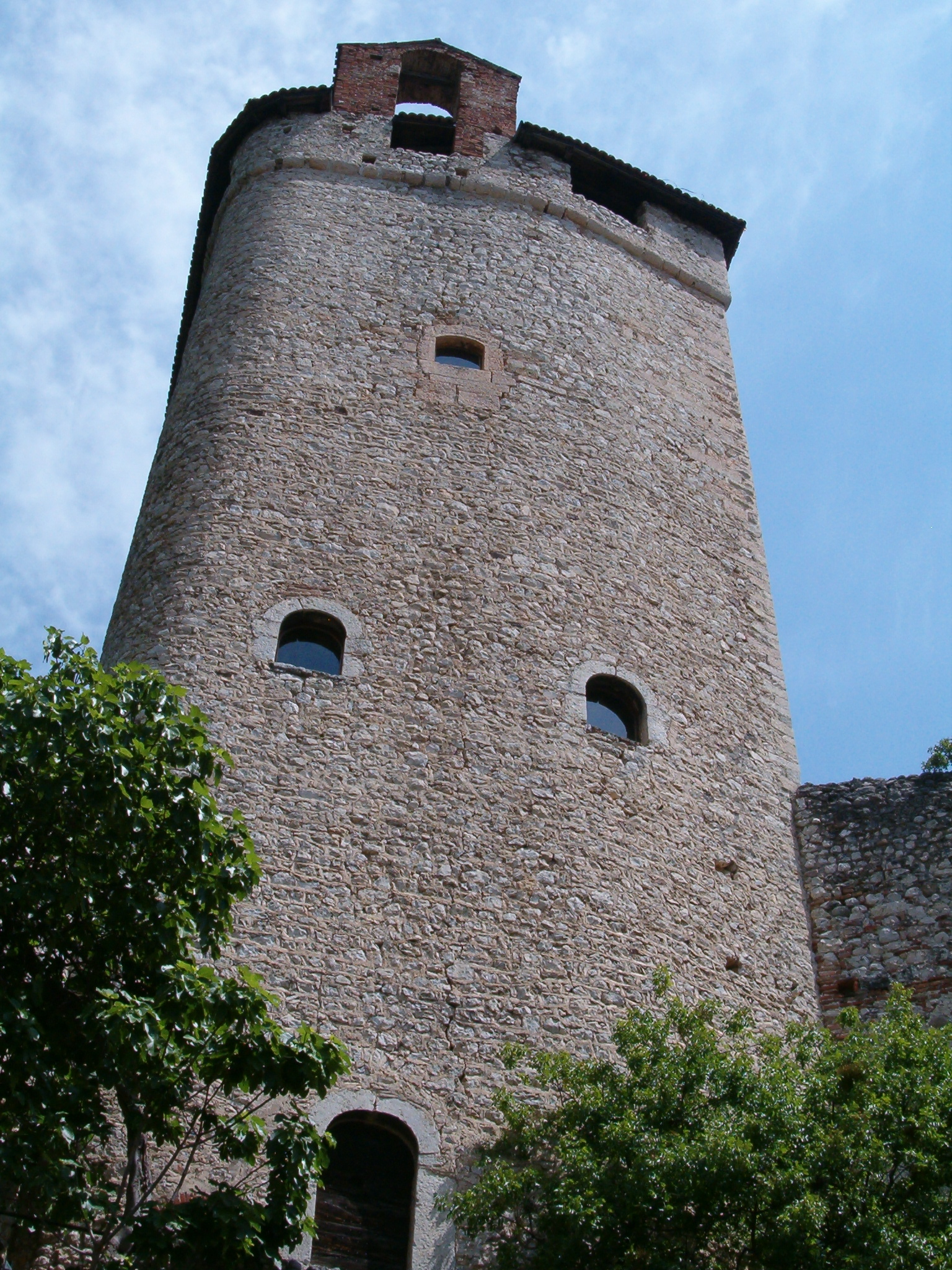
Il mastio

Di tutto quello che rimane del Castello di Avio, il mastio, in virtù della sua solida costruzione, è la parte che risulta oggi meglio conservata. Di pianta trapezoidale con due lati retti e paralleli che si uniscono ad altri tre lati disuguali e curvilinei, presenta una struttura particolarmente rara in edifici simili. Una porta arcuata serve da ingresso, oggi raggiungibile tramite una scaletta costruita probabilmente intorno al 1957.
L'intero complesso è diviso in quattro piani, raggiungibili oggigiorno tramite una scala in legno anch'essa di epoca recente. Al quarto piano è presente la celebra stanza dell'Amore, con affreschi profani del 1300. I quattro piani sono illuminati da tre finestre soltanto, disposte tutte nella facciata principale.

## Le pitture interne

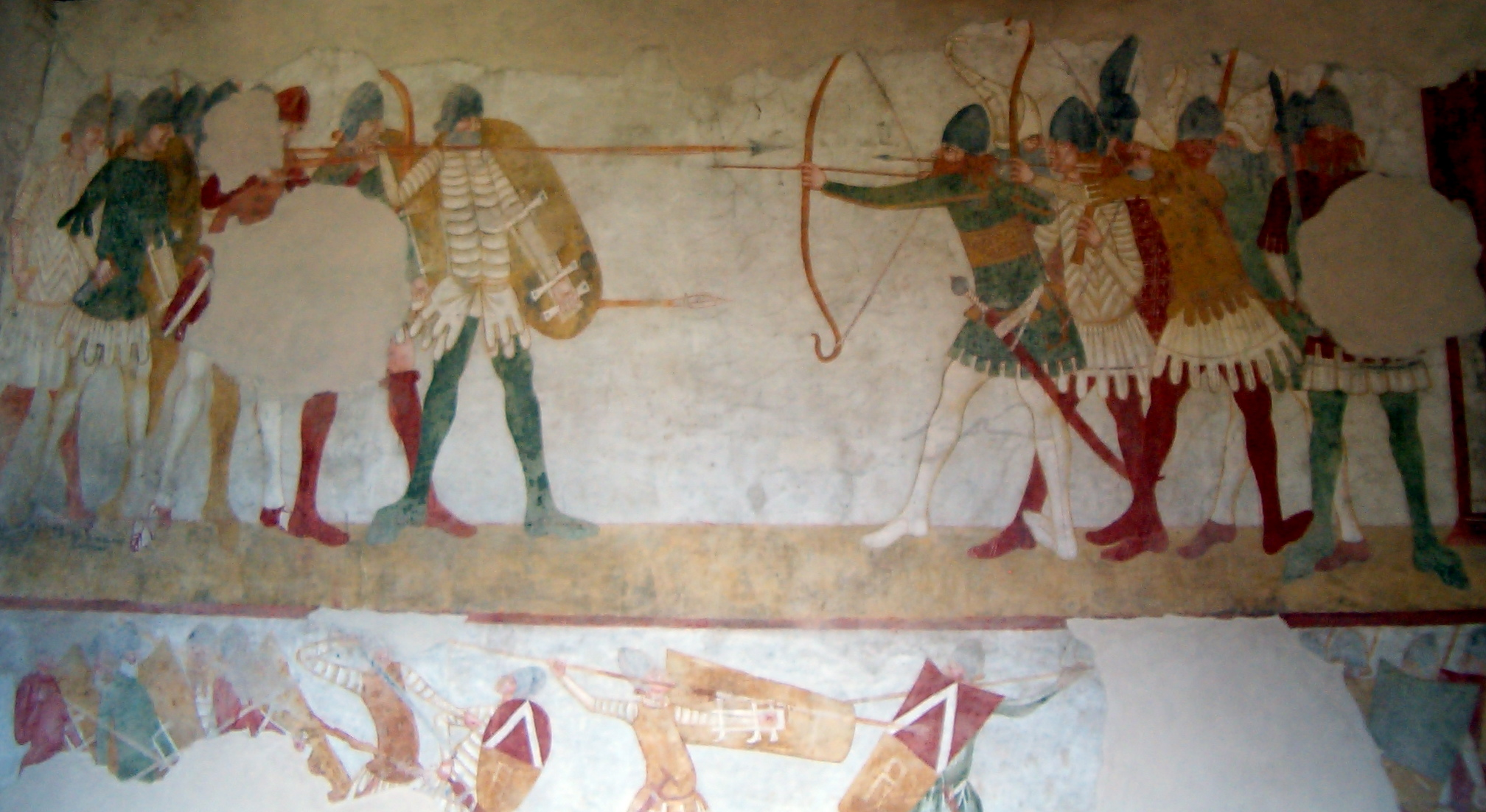
Gli affreschi all'interno del castello

### La camera dell'amore
Dell'intero castello, la stanza che più desta interesse, grazie ai suoi affreschi, è certamente la cosiddetta "Camera dell'amore". Essa si trova all'ultimo piano del mastio e presenta una pianta di forma circolare ma con ampie irregolarità. La volta è a sesto ribassato con cinque finestrelle strombate.

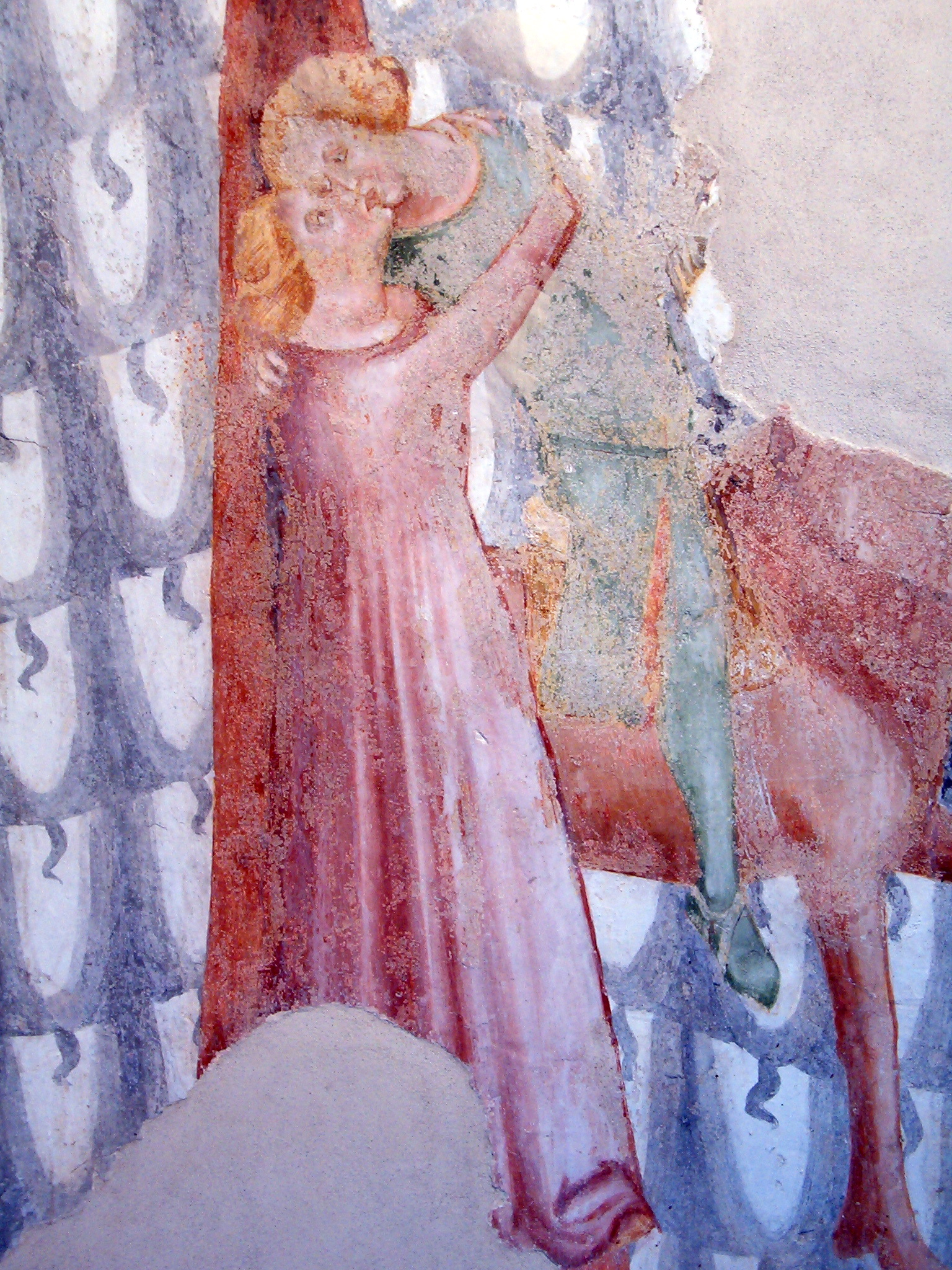
Affresco nella camera d'Amore

Gli affreschi che qui si trovano rappresentano un raro esempio di pittura profana del primo trecento. I temi qui raffigurati sono, infatti, perlopiù inerenti ad allegorie d'amore e di vita quotidiana.
In tutto il ciclo pittorico possiamo osservare colori chiari con scelte di tinte pastello, vivacizzati da inserti di rosso chiaro. Così si può trovare un verde ripetuto più volte per le vesti del cavaliere e del gentiluomo, il rosa per le dame e il verde chiaro per architetture dei troni. Ma il colore più presente è il bianco delle varie fasce disegnate che circondano la stanza.
Oggi rimane molto poco di quello che potevano essere gli affreschi di un tempo. La volta, originariamente totalmente affrescata, appare in condizioni rovinose, e anche tutto il resto del ciclo pittorico soffre dell'incuria e soprattutto degli sfregi e del vandalismo dei visitatori.

## Il Castello nella cultura di massa
Nel 1981, le Poste Italiane dedicarono al Castello un francobollo da 80 lire, facente parte della raccolta nota come "Castelli d’Italia".